# Гобір
Гобір (демоним: Gobirwa) — колишнє місто-держава на території сучасної Нігерії. Засноване хаусами в XI столітті, Гобір був однією з семи первісних царств королівств Хауса, і продовжив перебувати під хаусами протягом майже семи століть. Її столицею було місто Алкалава. На початку 19-го століття елементи правлячої династії втекли на північ, на територію сучасного Нігеру, де була заснована нова столиця — місто Цібірі. У 1975 об'єднаний традиційний султанат оселився в місті Сабон Бірні (сучасна Нігерія).

## Рання історія
Гобір був одним з семи первісних царств Хауса, беручи свій початок з XI століття. Столицею династії було місто Алкалава, на північному заході Хауса.

## Джихад фульбе
Гобір особливо запам'ятався як головний противник фуланського ісламського реформатора Османа дан Фодіо. Бава, правитель Гобіра запросив Фодіо у 1774 році. Дан Фодіо збудував свій будинок у невеликому місті Дегел, де почав проповідувати. Дан Фодіо зіграв певну роль у вихованні племінника Бава і пізніше наступника, Юнфи (1803–1808), а потім публічно виступив проти нього, коли побачив зловживання еліти хауса, зокрема тягаря, покладеного на бідних.
Саркін Нафата (1797–1798) скасував толерантну політику Бави, бо боявся збільшення впливу послідовників Дан Фодіо. Наступні два правителі коливалися між репресивними заходами і їх релаксацією.
Коли Юнфа зайняв трон в 1803 році, він незабаром опинився в конфлікті з Дан Фодіо, і після невдалої спроби замаху на нього, Дан Фодіо і його послідовники були заслані до Дегеля. Ден Фодіо відповів, збираючи кочові клани фульбе в джихадистську армію, розпочавши фуланську війну. Незважаючи на деякі початкові успіхи сил Гобіру та інших держав Хауса (в першу чергу в битві при Цунтуа), Дан Фодіо продовжував збільшувати підконтрольну територію. Його війська захопили столицю Гобіру, Алкалаву, в жовтні 1808, убивши Саркіна Юнфу. Як наслідок, Гобір частково всмоктується в фуланську імперію.

## Наслідки
Опір проти джихадистів було продовжено в північному сході Саркіном Алі дан Якубу і Саркіном Маякі. За допомогою правителя Хауса Кацина, останній у 1836 році побудував нову столицю Гобіру в Цібірі, в 10 км на північ від Мараді. Тут, в сучасному Нігері стара династія з правителів Хауса Гобіру все ще править і сьогодні. Суперницька гілка династії править в Сабон Бірні, на північ від Сокото в Нігерії. 
Попередній Саркін Гобір Мухаммаду Бава правив в Сабон Бірні з 1975 по 2004 рік.